# Gert Ledig
Gert Ledig (Robert Gerhard Gert Ledig), né le 4 novembre 1921 à Leipzig et mort le 1er juin 1999 à Landsberg am Lech, est un écrivain allemand.

## Biographie
Gert Ledig est issu d'une famille de commerçants. Il passe sa petite enfance à Vienne, puis vit à Leipzig à partir de 1929. Après ses études à l'école primaire, il occupe divers emplois. Il suit un apprentissage d'ingénieur électricien et fréquente également une école de théâtre privée dans le but de devenir metteur en scène.
En 1939, il se porte volontaire pour être incorporé dans la Wehrmacht. Il participe comme sapeur à la bataille de France, est promu sous-officier et combat sur le front de l'Est à partir de 1941. En raison de différends avec un supérieur, il est transféré dans une compagnie disciplinaire. À l'été 1942, Ledig est grièvement blessé devant Leningrad. Il souffre d'une grave blessure à la mâchoire. Réformé, il suit une formation d'ingénieur en construction navale, puis travaille dans l'industrie de l'armement à la fin de 1944. Il est alors témoin de bombardements de villes par les Alliés, après avoir vécu les attaques aériennes et les destructions que les soldats allemands et leurs alliés avaient provoquées en Europe de l'Est.
Après la guerre, il exerce différents métiers à Munich et adhère au Parti communiste d'Allemagne. En 1948, il ne parvient à reprendre l'entreprise de son père ni à créer sa propre agence de publicité. De 1951 à 1953, il est interprète pour l'armée américaine et, à partir de 1953,  il devient écrivain indépendant.
Son premier roman, paru en 1955, Die Stalinorgel (Les Orgues de Staline), est considéré comme le meilleur roman allemand sur la Seconde Guerre mondiale et est traduit dans plusieurs langues. Ledig est invité à se rendre aux réunions du groupe 47.
Son deuxième ouvrage (1956), Vergeltung (Sous les bombes), qui décrit une attaque aérienne sur une ville allemande sans nom, n'est pas bien accueilli par la critique qui lui reproche un ton brutal.
Lorsque son troisième roman Faustrecht (Après-guerre) essuie de nouveau un échec, Ledig abandonne l'écriture. Il se tourne alors vers la radio et le journalisme.
Ledig est redécouvert en 1998 : un journaliste du Spiegel retrouve sa trace à Utting am Ammersee où il s'était retiré. L'écrivain est alors réédité. Vergeltung, republié chez Suhrkamp en automne 1999, après la mort de l'auteur, reçoit un meilleur accueil que lors de sa première publication en 1956.
En octobre 2016, la fille de Ledig, Petra Weichel, publie Gert Ledig: Gesammelte Werke und Briefe (Gert Ledig : œuvres complètes et lettres) sous forme de livre électronique.

## Ouvrages
- Die Stalinorgel, Claassen, Hamburg, 1955, réed. chez Suhrkamp Verlag, Frankfurt am Main 1999, 4e édit. 2002,  (ISBN 978-3-518-22333-8)
  - Traduction en français par Jean Bréjoux : Les Orgues de Staline, Julliard, 1956
- Vergeltung, S. Fischer, Frankfurt am Main, 1956, 3e rééd. chez Suhrkamp Verlag, Frankfurt am Main, 2001,  (ISBN 978-3-518-39741-1)[4]
  - Traduction en français par Cécile Wajsbrot : Sous les bombes, Éditions Zulma, 2003 (rééd. 2013)  (ISBN 2843042542)[5],[6].
- Faustrecht, Desch, München, 1957, rééd. chez Piper Verlag, München, 2003,  (ISBN 3-492-23776-2)
  - Traduction en français par Cécile Wajsbrot : Après-guerre, Éditions Zulma, 2006  (ISBN 2843043409)[6]
- Gert Ledig: Gesammelte Werke und Briefe, eBook, 2017
- Die Kanonen von Korčula, édition en ligne, 2019  (ISBN 978-3000647864)